# Sam Rockwell
Sam Rockwell, född 5 november 1968 i Daly City i Kalifornien, är en amerikansk skådespelare. 
Rockwell är känd bland annat för rollerna som Wild Bill i Den gröna milen (1999), Chuck Barris i Confessions of a Dangerous Mind (2002) och Zaphod Beeblebrox i Liftarens guide till galaxen (2005). 
År 2018 erhöll han en Oscar för Bästa manliga biroll i filmen Three Billboards Outside Ebbing, Missouri.

## Filmografi

### Film
| År   | Titel                                          | Roll                        | Noter                       |
| ---- | ---------------------------------------------- | --------------------------- | --------------------------- |
| 1989 | Clownhouse                                     | Randy                       |                             |
| 1989 | Slutstation Brooklyn                           | Al                          |                             |
| 1990 | Teenage Mutant Ninja Turtles                   | Head Thug                   |                             |
| 1991 | Happy Hell Night                               | Young Henry Collins         |                             |
| 1991 | Heta affärer                                   | Gary                        |                             |
| 1992 | Light Sleeper                                  | Jealous                     |                             |
| 1992 | In the Soup                                    | Pauli                       |                             |
| 1992 | Friday Night Saturday Morning                  | Troy                        | Kortfilm                    |
| 1992 | Jack and His Friends                           | Louie                       |                             |
| 1994 | Somebody to Love                               | Polish Guy                  |                             |
| 1994 | The Search for One-eye Jimmy                   | One-eye Jimmy               |                             |
| 1995 | Drunks                                         | Tony                        |                             |
| 1995 | Glory Daze                                     | Rob                         |                             |
| 1995 | Mercy                                          | Matty                       |                             |
| 1996 | Bad Liver & a Broken Heart                     | Broken Heart                | Kortfilm                    |
| 1996 | Basquiat – den svarte rebellen                 | Thug                        |                             |
| 1996 | Box of Moonlight                               | The Kid                     |                             |
| 1997 | Arresting Gena                                 | Sonny                       |                             |
| 1997 | Lawn Dogs                                      | Trent                       |                             |
| 1998 | Jerry and Tom                                  | Jerry                       |                             |
| 1998 | Louis & Frank                                  | Sam                         |                             |
| 1998 | Kassa kassaskåpssprängare                      | Sam                         |                             |
| 1998 | Kändisliv                                      | Darrow Entourage            |                             |
| 1998 | The Call Back                                  | Alan/Christopher Walken     |                             |
| 1999 | En midsommarnattsdröm                          | Francis Flute               |                             |
| 1999 | Den gröna milen                                | William "Wild Bill" Wharton |                             |
| 1999 | Galaxy Quest                                   | Guy Fleegman                |                             |
| 2000 | Charlies änglar                                | Eric Knox                   |                             |
| 2001 | BigLove                                        | Nate                        | Kortfilm                    |
| 2001 | Made                                           | Hotel Clerk                 | Okrediterad                 |
| 2001 | Heist – Sista stöten                           | Jimmy Silk                  |                             |
| 2001 | Pretzel                                        | Sam                         | Kortfilm                    |
| 2001 | D.C. Smalls                                    | Karaoke Singer              | Kortfilm                    |
| 2002 | 13 Moons                                       | Rick                        |                             |
| 2002 | Running Time                                   | The Hunted                  | Kortfilm                    |
| 2002 | Welcome to Collinwood                          | Pero                        |                             |
| 2002 | Confessions of a Dangerous Mind                | Chuck Barris                |                             |
| 2002 | Stella Shorts 1998–2002                        | Pizza Guy                   | Direkt till video           |
| 2003 | Matchstick Men                                 | Frank Mercer                |                             |
| 2004 | Piccadilly Jim                                 | Jim Crocker                 |                             |
| 2005 | Liftarens guide till galaxen                   | Zaphod Beeblebrox           |                             |
| 2005 | The F Word                                     | Jeremy                      |                             |
| 2005 | Robin's Big Date                               | The Bat-Man                 | Kortfilm                    |
| 2007 | Snow Angels                                    | Glenn Marchand              |                             |
| 2007 | Devil's Child                                  | Brad Chairn                 |                             |
| 2007 | Mordet på Jesse James av ynkryggen Robert Ford | Charley Ford                |                             |
| 2008 | Woman in Burka                                 | Sam                         | Kortfilm                    |
| 2008 | Choke                                          | Victor Mancini              |                             |
| 2008 | Frost/Nixon                                    | James Reston Jr.            |                             |
| 2009 | The Winning Season                             | Bill                        |                             |
| 2009 | Moon                                           | Sam Bell                    |                             |
| 2009 | G-Force                                        | Darwin                      | Röst i originalversion      |
| 2009 | Gentlemen Broncos                              | Bronco/Brutus               |                             |
| 2009 | Everybody's Fine                               | Robert                      |                             |
| 2010 | Iron Man 2                                     | Justin Hammer               |                             |
| 2010 | F—K                                            | Sam                         | Kortfilm                    |
| 2010 | Conviction                                     | Kenny Waters                |                             |
| 2010 | Pete Smalls is Dead                            |                             | Borttagna scener            |
| 2011 | Cowboys & Aliens                               | Doc                         |                             |
| 2011 | Worst. Babysitter. Ever.                       | Karl                        |                             |
| 2012 | Seven Psychopaths                              | Billy                       |                             |
| 2013 | The Way Way Back                               | Owen                        |                             |
| 2013 | A Single Shot                                  | John Moon                   |                             |
| 2013 | Trust Me                                       | Aldo                        |                             |
| 2013 | A Case of You                                  | Gary                        |                             |
| 2014 | Laggies                                        | Craig Hunter                |                             |
| 2014 | Helgad vare kungen                             | Justin Hammer               | Direkt till video; kortfilm |
| 2014 | Better Living Through Chemistry                | Doug Varney                 |                             |
| 2014 | Loitering with Intent                          | Wayne                       |                             |
| 2015 | Digging for Fire                               | Ray                         |                             |
| 2015 | Don Verdean                                    | Don Verdean                 |                             |
| 2015 | Poltergeist                                    | Eric Bowen                  |                             |
| 2015 | Mr. Right                                      | Francis                     |                             |
| 2017 | The Dark of Night                              | Officer Witt                | Kortfilm                    |
| 2017 | Three Billboards Outside Ebbing, Missouri      | Jason Dixon                 |                             |
| 2017 | Woman Walks Ahead                              | Silas Groves                |                             |
| 2018 | Blaze                                          | Oilman                      |                             |
| 2018 | Mute                                           | Sam Bell                    | Okrediterad                 |
| 2018 | Blue Iguana                                    | Eddie                       |                             |
| 2018 | Vice                                           | George W. Bush              |                             |
| 2019 | The Best of Enemies                            | C. P. Ellis                 |                             |
| 2019 | Jojo Rabbit                                    | Captain Klenzendorf         |                             |
| 2019 | Richard Jewell                                 | Watson Bryant               |                             |
| 2020 | Trolls 2: Världsturnén                         | Hickory                     | Röst i originalversion      |
| 2020 | Den fantastiska Ivan                           | Ivan                        | Röst                        |
| 2022 | Tuffa gänget                                   | Herr Varg                   | Röst i originalversion      |
| 2022 | See How They Run                               | Inspector Stoppard          |                             |
| 2024 | Argylle                                        | Aidan Wilde                 |                             |

### TV
| År        | Titel                           | Roll                   | Noter                         |
| --------- | ------------------------------- | ---------------------- | ----------------------------- |
| 1979      | Joan Crawford's Children        |                        | Miniserie                     |
| 1988      | McCall                          | Slick                  | 1 avsnitt                     |
| 1989      | Dream Street                    | Joey                   | 1 avsnitt                     |
| 1990      | ABC Afterschool Special         | Jason                  | 1 avsnitt                     |
| 1992–1993 | I lagens namn                   | Randy Borland/Weddeker | 2 avsnitt                     |
| 1993      | Lifestories: Families in Crisis | Kevin Tunell           | 1 avsnitt                     |
| 1995      | På spaning i New York           | Billy                  | 1 avsnitt                     |
| 1997      | Historier från tunnelbanan      | Man Eating             | TV-film                       |
| 2000      | Prince Street                   | Donny Hanson           | Samtliga 6 avsnitt            |
| 2005      | Stella                          | Gary Meadows           | 1 avsnitt                     |
| 2011      | Gettysburg                      | Berättare              | TV-dokumentärfilm             |
| 2012      | Napoleon Dynamite               | Filson                 | Röst; 1 avsnitt               |
| 2015      | Drunk History                   | Bugsy Siegel           | 1 avsnitt                     |
| 2015–2021 | F Is for Family                 | Vic Reynolds           | Röst; samtliga 44 avsnitt     |
| 2016      | Inside Amy Schumer              | Sam                    | 1 avsnitt                     |
| 2018      | Saturday Night Live             | Sig själv              | 1 avsnitt                     |
| 2018      | After Hours with Josh Horowitz  | Sig själv              | 1 avsnitt                     |
| 2019      | Fosse/Verdon                    | Bob Fosse              | Miniserie; samtliga 8 avsnitt |
| 2020      | Home Movie: The Princess Bride  | Westley                | Miniserie: 1 avsnitt          |
| 2022      | The Last Movie Stars            | Stuart Rosenberg       | Röst; 5 avsnitt               |
| 2023      | What If...?                     | Justin Hammer          | Röst; 1 avsnitt               |

### Musikvideor
| År   | Titel             | Artist(er)                                 | Roll      |
| ---- | ----------------- | ------------------------------------------ | --------- |
| 2015 | "Down to Earth"   | Flight Facilities                          | Sig själv |
| 2024 | "Electric Energy" | Ariana DeBose, Boy George och Nile Rodgers | Sig själv |

### Datorspel
| År   | Titel        | Roll            | Noter |
| ---- | ------------ | --------------- | ----- |
| 2009 | G-Force      | Darwin          | Röst  |
| 2016 | Dishonored 2 | Mortimer Ramsey | Röst  |